# مارلیز اسمالدرز
مارلیز اسمالدرز (انگلیسی: Marlies Smulders؛ زادهٔ ۲۲ فوریه ۱۹۸۲) ورزشکار روئینگ اهل پادشاهی هلند است.
وی در مسابقات کشوری و بین‌المللی در مجموع برندهٔ ۱ مدال نقره، ۱ مدال برنز شده‌است.